# Phumosia lesnei
Phumosia lesnei är en tvåvingeart som först beskrevs av Seguy 1958.  Phumosia lesnei ingår i släktet Phumosia och familjen spyflugor.
Artens utbredningsområde är Moçambique. Inga underarter finns listade i Catalogue of Life.